# Iate Clube do Rio de Janeiro
O Iate Clube do Rio de Janeiro é um dos principais clubes do Rio de Janeiro. Clube social e esportivo, foi fundado em 25 de março de 1920, em Laranjeiras, nascendo como Fluminense Yacht Club, um braço náutico do Fluminense Football Club, dirigido por Arnaldo Guinle. Situa-se na Avenida Pasteur, em terreno concedido pelo Ministério do Exército, na Enseada de Botafogo, onde se localizava um antigo forte.

## Estrutura social
O clube conta com três mil sócios-proprietários e ocupa imensa e luxuosa sede no bairro da Urca, junto a Botafogo. Seu restaurante, refinado, é visitado por sócios e não sócios que buscam comemorar datas especiais. Nove em dez personalidades cariocas são sócios do clube, que tem forte lado esportivo, participando de regatas e campeonatos marítimos de todo o tipo.
A beleza de sua Sede Social atrai visitantes que por vezes são frustrados em suas tentativas de conhecer o Clube. Em sua famosa varanda, empresários e famílias que fizeram parte da história da Cidade cruzaram-se e ajudaram a fazer do Clube um dos emblemas do Rio de Janeiro.
Uma curiosidade: o Clube, hoje eminentemente social e marítimo, já teve famoso aeródromo, com hangares e aviões particulares. Estes hangares hoje são utilizados para guarda de barcos, lanchas e iates de propriedade de seus sócios. Ainda em 1940, O Iate abrigava um cais para hidroaviões e uma pisa de pouso gramada. Possui igualmente luxuosas subsedes em Cabo Frio, Angra dos Reis e Ilha de Palmas, sendo que a primeira foi recentemente ampliada com a compra da Mansão da Família Raja-Gabaglia naquela cidade.

## Sócios conhecidos

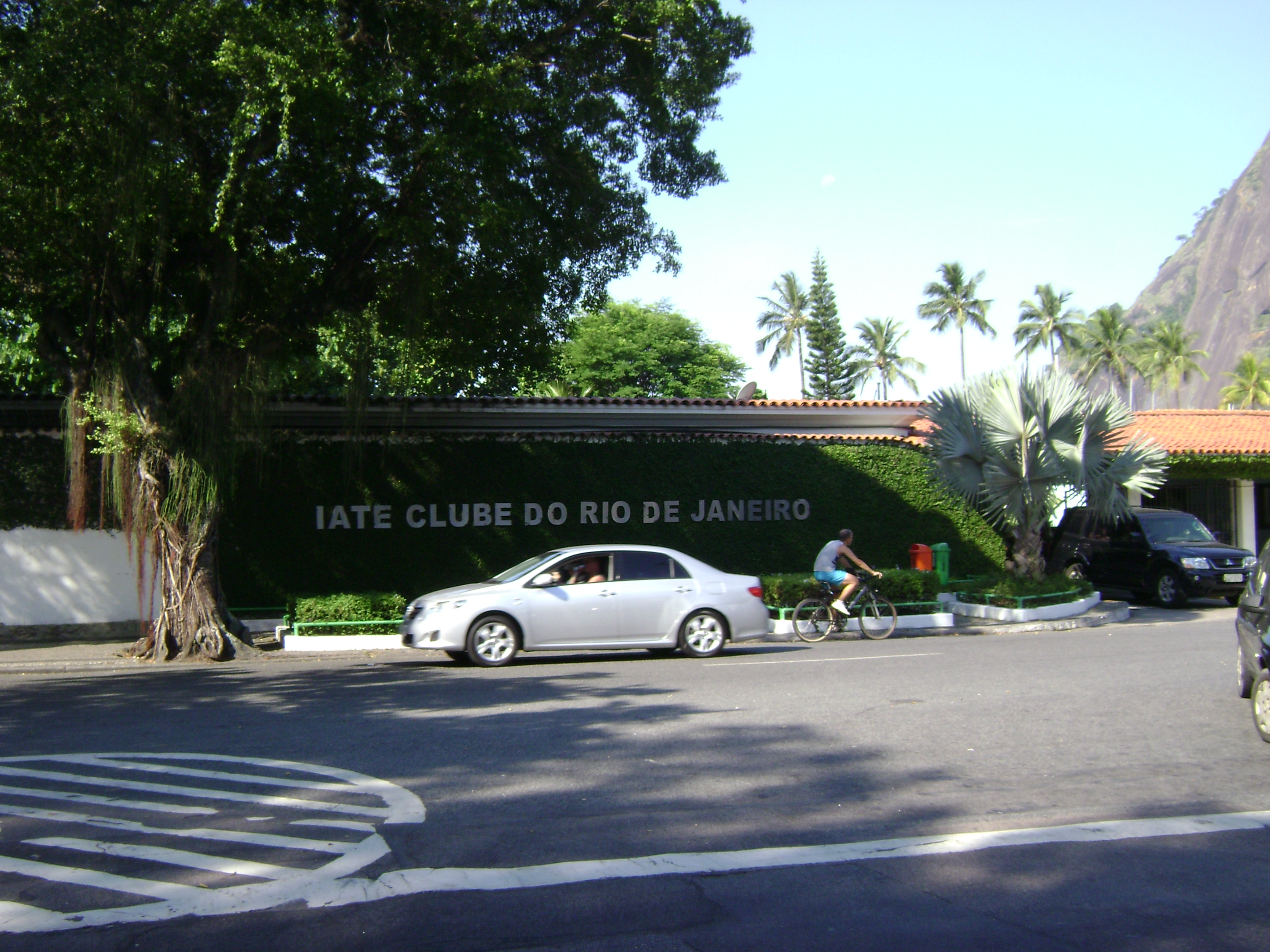
Entrada do clube.

- Adolpho Bloch, empresário, presidente da Bloch Editores;
- Antônio Eugênio Richard Júnior, empresário, presidente do Banco Credit Foncier;
- Arnaldo Guinle, empresário, presidente do Fluminense;
- Antenor Mayrink Veiga, empresário, filho da famosa socialite Carmen Mayrink Veiga;
- Darke Bhering de Mattos, empresário, presidente da Chocolates Bhering;
- Nazir João Cosac, empresário, presidente do Grupo Telequartz de Companhias de Minério;
- Joseph Gire, arquiteto;
- Murilo Nery, ator de TV e teatro;
- Roberto Marinho, empresário, presidente das Organizações Globo;
- Wilson Vianna, ator e apresentador;